# Vajdasági Magyar Szövetség
Vajdasági Magyar Szövetség (kurz VMSZ, serbisch Savez vojvođanskih Mađara und Савез војвођанских Мађара, deutsch Bündnis der Ungarn der Vojvodina) ist eine seit 1994 bestehende politische Partei in Serbien. Sie ist hauptsächlich in der Provinz Vojvodina aktiv. Das Hauptziel der Partei besteht darin, die parlamentarische Vertretung der Ungarn in Serbien sicherzustellen und die Interessen dieser zu vertreten.

## Geschichte
Vajdasági Magyar Szövetség wurde 1994 in Senta zunächst als eine Bürgervereinigung gegründet. Ein Jahr später wurde sie in Subotica in eine politische Partei umgewandelt, mit dem vorrangigen Ziel, sich stärker an der politischen Vertretung der Ungarn in der Vojvodina zu beteiligen.
Ferenc Csubela wurde auf der Gründungshauptversammlung zum ersten Vorsitzenden gewählt,  starb jedoch 1995 an den Folgen eines Autounfalls. Ihm folgten als Vorsitzende der Bürgermeister von Subotica József Kasza (1995–2007) und István Pásztor (2007–2023). Seit 2023 ist Bálint Pásztor der amtierende Vorsitzende.
Bei der Parlamentswahl in Serbien 2022 erhielt die Partei 60.313 Wählerstimmen und somit 6 Sitze im Parlament und bei der Parlamentswahl 2023 erhielt sie 64.747 Wählerstimmen und somit 6 Sitze im Parlament.